# Charley Havlat
Charley Havlat, též Charles (10. listopadu 1910 Dorchester, Nebraska – 7. května 1945 okolí Volar) byl občan USA českého původu; je považován za posledního amerického vojáka zabitého v Evropě při vojenské akci 2. světové války.

## Život

### Český původ
Otec Charleyho Havlata, Antonín Havlát (1880–1958), se narodil v Ronově (okres Žďár nad Sázavou) 14. března 1880. V roce 1903 připlula jeho širší rodina (celkem 10 osob) lodí Pennsylvania do USA a usadila se v Nebrasce. Antonín Havlat se oženil s Antonií rozenou Němcovou (1889–1956), se kterou měl syny Charlese, Adolfa (podle některých zdrojů nesprávně Lumíra a Rudolfa), Rudolfa a dcery Matildu a Lilian. (Všichni se narodili v USA, Charles byl nejstarší ze sourozenců.)

### Účast ve 2. světové válce
Jako člen 803. protitankového praporu se zúčastnil 6. června 1944 vylodění v Normandii, bitvy v Hürtgenském lese (září 1944 – únor 1945) a bitvy v Ardenách (prosinec 1944 – leden 1945).

### Poslední padlý americký voják

Označení Private First Class

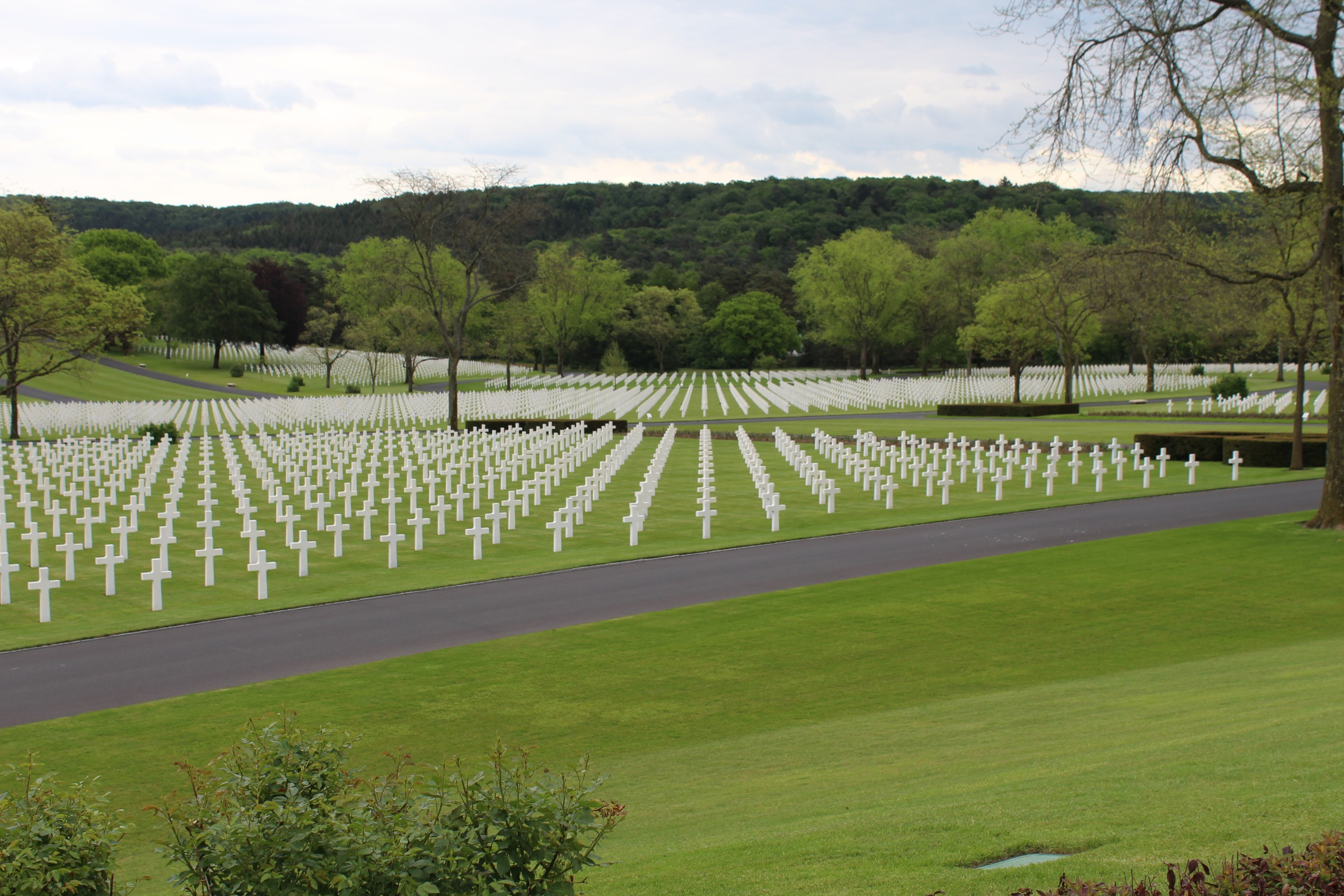
Americký vojenský hřbitov Saint-Avold, Francie

Dne 7. května 1945 dostal 803. protitankový prapor za úkol prověřit, zda se na silnici z Volar na Prachatice u obce Zbytiny nacházejí německé jednotky. Na průzkum vyrazila 3. a 4. četa, celkem v šesti džípech vyzbrojených dvěma kulomety, doprovázená obrněným kolovým vozidlem M8. V 8 hodin 25 minut byl průzkum napaden německou střelbou z pušek, kulometů a pancéřových pěstí. Jedna z prvních střel prorazila Havlatovu přilbu a ten byl na místě mrtev. Výstřel z pancéřové pěsti prorazil obrněný vůz a zranil další dva americké vojáky, jeden z nich byl Čechoameričan Antony Talik.
Podle výpovědi zajatého německého důstojníka vyvolalo střelbu předchozí ostřelování americkými děly. Skupina německých vojáků v té době nevěděla o blížící se lokální kapitulaci, která měla nastat o několik minut později.
Charles Havlat byl dočasně pohřben ve Volarech, kde v červnu 1945 navštívili hrob jeho bratři. Definitivně byl pohřben na Americkém vojenském hřbitově v lotrinském Saint-Avoldu.

## Nejasné místo úmrtí

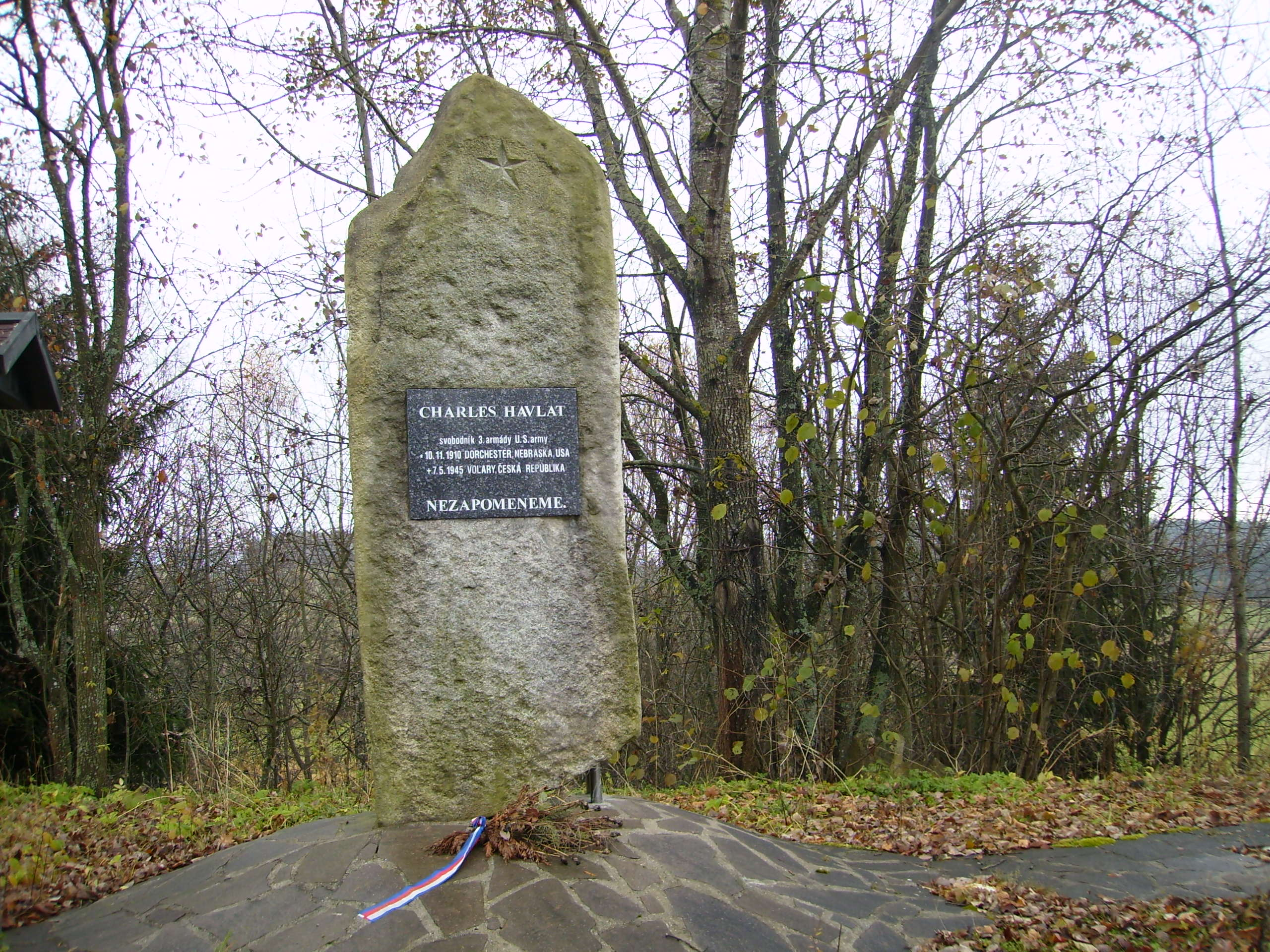
Pomník Charlese Havlata u Volar na cestě směr Lenora

Dne 4. května 2002 byl u silnice č. 39 z Volar do Lenory odhalen pomník Charlese Havlata (GPS: 48°54'41.117"N, 13°50'58.794"E). Německý pamětník Willibald Plach uvedl, že Charles Havlat byl zabit poblíž Soumarského mostu. Tento údaj je sice nejbližší umístění Havlatova památníku, ale vzbuzuje pochyby, neboť se jedná o silnici vedoucí z Volar na západ. Havlat se měl zúčastnit průzkumu cesty na Prachatice, která vede severovýchodním směrem.
Ředitel Prachatického muzea Pavel Fencl zastává názor, že ke střelbě došlo na silnici 141 směrem na Prachatice. Německý pamětník Herbert Lang určil jako místo střetu Na rozvodí, kde se silnice 141 přibližuje železniční trati z Volar do Prachatic. Shoduje se s popisem, který v květnu 1945 zhotovil americký voják Bernard Robinson. Dalším možným místem je zatáčka pod křižovatkou Mlynářovice Cudrovice směrem na Cudrovice.

## Posmrtné připomínky
- Pamětní deska je umístěna v Havlatově rodišti v Saline County Museum, 1445 State Hwy 33, Dorchester, Saline County, Nebraska (40°38'39.6"N 97°06'53.1"W); nápis na desce informuje o jeho osudu.[8]
- Kříž nad hrobem Charley Havlata je umístěn na vojenském americkém hřbitově v Saint–Avold (Francie), oddělení C, řada 5, hrob 75.[9]
- Památník Charley Havlata je od roku 2002 umístěn u silnice č. 39 z Volar do Lenory.
- Bratr Adolph Havlat se pokoušel, aby část dálnice 33 v Dorchesteru byla pojmenována The Charles Havlat Memorial Highway. Se svou iniciativou však neuspěl.[10]